# ابیویل (لوئیزیانا)
ابیویل (به انگلیسی: Abbeville) شهری در ایالت لوئیزیانا کشور ایالات متحده آمریکا است که جمعیت آن در سرشماری سال ۲۰۱۰ میلادی، ۱۲٬۲۵۷ نفر بوده‌است.